# 精工愛普生
精工愛普生（英語：Seiko Epson），简称愛普生，是一家日本公司，主要生產噴墨印表機、雷射印表機、點陣式印表機、掃描器、手錶、桌上型電腦、商務和家用投影機、大型家庭劇院電視、機械手臂、以及工業自動化設備、POS發票列印機和收銀機、筆記型電腦、積體電路、LCD元件和其他相關的電子設備。公司總部位於日本長野縣。目前全球社長為𠮷田潤吉，於2025年4月1日就任。

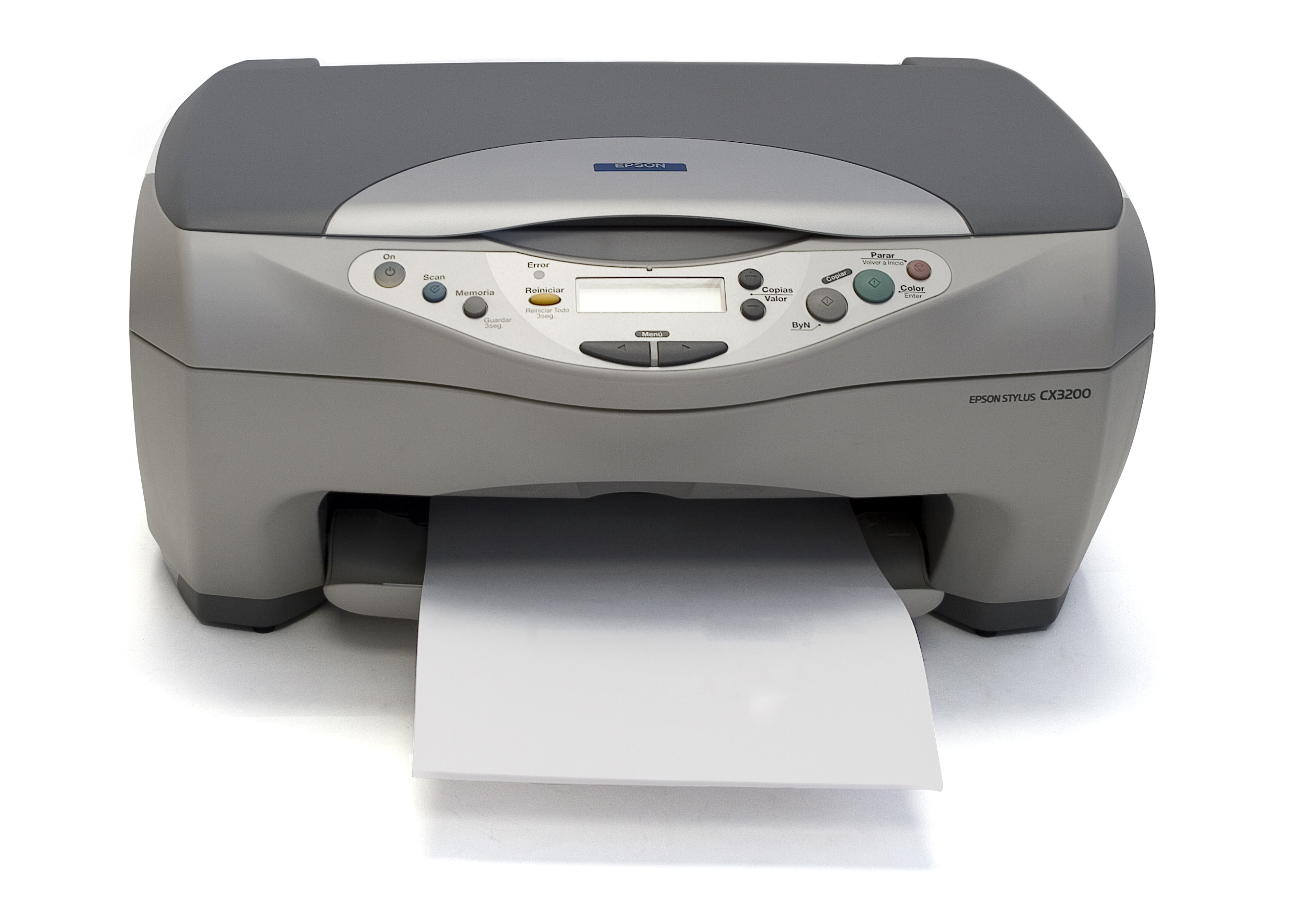
Epson cx3200噴墨

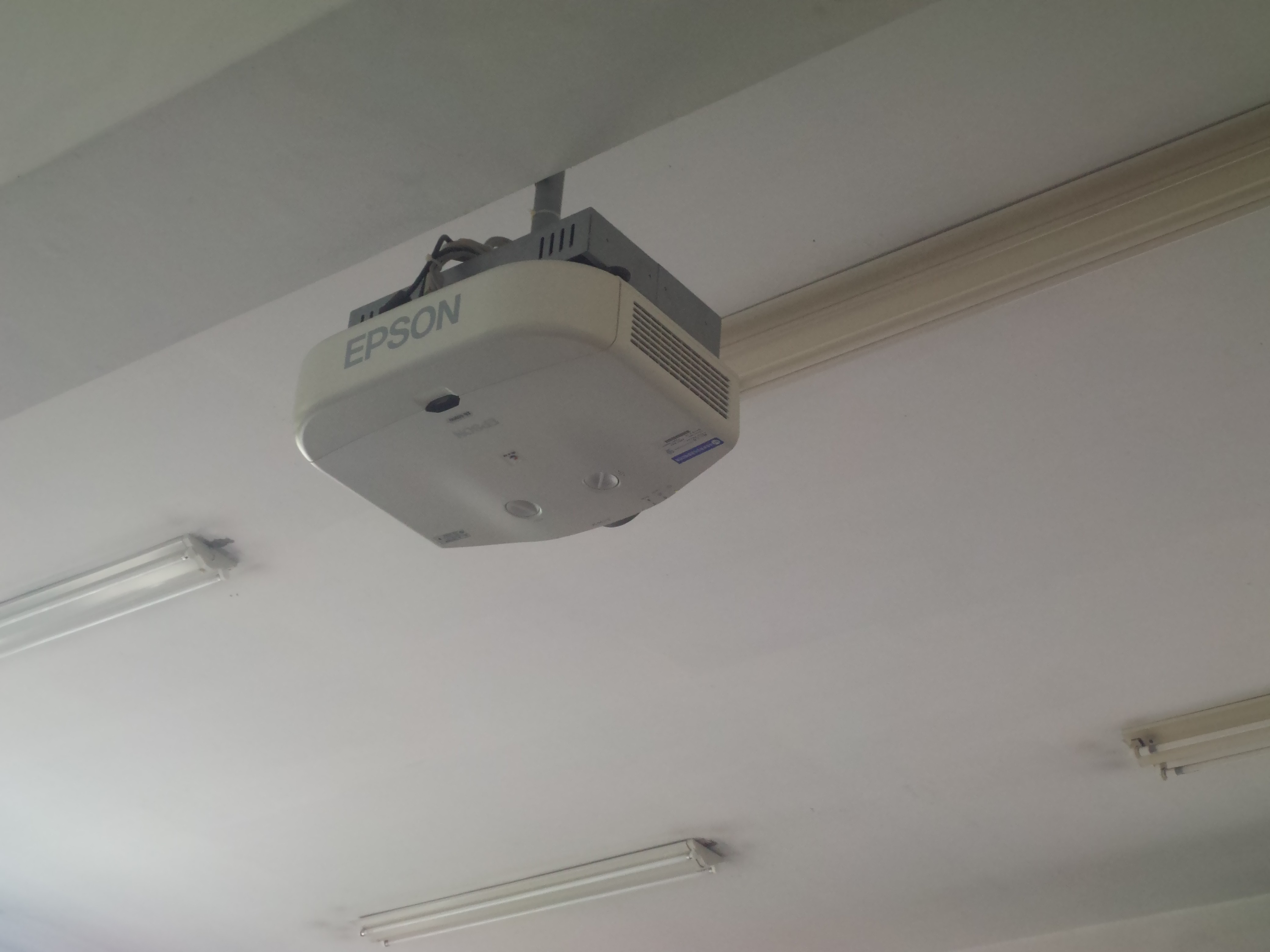
EPSON 吊掛投影機

## 歷史

### 成立
- 1942年 - 由在諏訪市從事手錶零售和維修的服部鐘錶店（現Seiko Holdings Corp.）的前僱員山崎久夫創立，當時名為大和工業。在服部家族和第二精工社的投資下，作為第二精工社（現Seiko Instruments Inc.）的合作夥伴公司，從事手錶零件的製造和組裝。
- 1943年 - 第二精工社將工廠撤離到諏訪市，開設諏訪工廠。即使在戰爭結束後，第二精工社的工廠仍留在諏訪，並加強了與大和工業的合作關係。
- 1959年 - 大和工業接管了第二精工社諏訪工廠，成為諏訪精工社。諏訪精工社在諏訪市及周邊地區建立完整的手錶生產體制。不論是戰爭中或是戰後，包含諏訪精工社在內，在諏訪地區（岡谷市、諏訪市、茅野市、下諏訪町、富士見町、原村）、塩尻市、松本市、伊那市等地，聚集了精密機器設備製造業（鐘錶、照相機等），使得該地區被稱為“東方瑞士”。
- 1961年 - 又設立了子公司信州精器（後來的愛普生）。
- 1985年 - 諏訪精工社與其子公司愛普生合併，並更名為現在的精工愛普生。透過精工集團旗下子公司的協力合作，設計出獨特的機械手錶、自動上鍊機械手錶、小型桌面水晶手錶、世界第一款石英手錶（Astron第一代）、自動上鍊發電石英手錶，彈簧驅動器、全球首款 GPS 太陽能手錶（Astron第二代）等。從手錶的製造和開發衍生開發了印表機、石英元件、半導體、MEMS設備、液晶顯示器、高密度實裝技術、工業手臂等多項主要業務。後來，更發展了噴墨印表機、液晶投影機等相關業務。而作為創始業務的鐘錶事業仍持續進行中。
- 精工愛普生（株）在日本國內大部分的據點位於長野縣，其他如山形縣酒田市、秋田縣湯澤市、北海道千歲市等等也有生產據點。
- 子公司有愛普生販賣（株）（Epson Sales Japan Corp.）（負責日本國內市場精工愛普生旗下產品的銷售）、宮崎愛普生（負責石英晶體設備業務）、東北愛普生（負責半導體和印表機零件製造）、愛普生Atmix（負責金屬粉末、金属嵌件注塑、石英元件製造）；孫公司則有Epson Direct Corporation（負責PC周邊設備相關業務）。

### 發展
- 1942年5月 - 諏訪市鐘錶商山崎久夫成立大和工業公司，並由第二精工社（現Seiko Instruments Inc.）投資3萬日元，作為合作夥伴開始運營，從事手錶零件的製造和組裝。
- 1943年由於戰爭導致工廠撤離，第二精工社在諏訪市開設了一間工廠。
- 1954年東京決定於1964年舉辦奧運會。精工集團負責官方計時，並為此開始準備開發新的計時裝置。諏訪工廠則負責開發水晶計時器。
- 1956年6月 - 諏訪工廠開發製造的新款男士腕錶「MARVEL」上市。機芯比傳統手錶更大，內部設計經過合理化，顯著提高性能、質量和生產力，使其成為精工手錶的主打產品。直到1970年代，許多精工機械腕錶都是「MARVEL」作為基礎，進行改良而開發的。從那時到1960年代後半期，諏訪工廠→諏訪精工社和作為工廠主要來源的東京第二精工社的龜戶工廠，分別持續在「諏訪」和「龜戶」推動手錶的發展。
- 1959年
  - 5月 - 諏訪工廠從第二精工舍獨立，與大和工業公司合併，商號變更為諏訪精工舍有限公司。
  - 9月 - 諏訪精工舍有限公司變更為株式會社諏訪精工舍。
  - 啟動「59A計劃」，開始開發下一代高精度電池供電手錶，共研究了平衡式、音叉式、石英式等電池供電手錶的結構，也帶動了後來石英錶的發展。
- 1961年12月 - 設立子公司信州精器。
- 1964年
  - 負責東京奧運會的官方時鐘。此時，通過應用與手錶機制相關的技術，子公司信州精器與精工社一起開發列印計時器。
  - 發布「セイコー クリスタルクロノメーター QC-951」（ Seiko Crystal Chronometer ），一款用於體育比賽計時的小型桌上水晶計時器。這款石英錶使用兩顆乾電池，可使用一年，實現前所未有的低功耗，用於包括1964年東京奧運會在內的世界各地比賽的官方計時設備，被用作時鐘和運輸的標準時鐘和計時器也是比賽的標配。
- 1968年9月－發布世界上第一台商品化的小型電子印表機「Electronic Printer, EP-101 （页面存档备份，存于）」。之後，它以144萬台的累計銷量大獲成功。
- 1969年研製出世界上第一支石英腕錶「Astron 35SQ」。
- 1971年4月－成功開發互補金屬氧化物半導體集成電路（簡稱CMOS IC）。
- 1973年
  - CMOS IC量產工廠完成，並且建立半導體電路開發和量產體系，開始向精工集團供應手錶IC。
  - 10月－推出全球首款採用6位液晶顯示時間的全電子腕錶「Seiko Quartz LC V.F.A.06LC」。使用最初為石英手錶開發的「FE（場效應型）單晶液晶」，作為能夠顯示時、分、秒的劃時代數字手錶，受到國內外熱烈的關注。
- 1975年
  - 4月 - 設立第一個海外銷售基地Epson America, Inc.。（電腦及周邊設備和各種電子設備的銷售和服務）。
  - 6月 - 創立「Epson」品牌。由先前知名的電子印表機「EP-101」產品延伸而發展出來的，換句話說，就是希望孩子們（Son）能夠成長茁壯而起的名字。
- 1978年7月 - 開發出全球首款旋律IC 「SVM7910」。它被安裝在於同月發布的「精工石英鬧鐘」裡，成為前所未有的熱門產品。SVM79系列產品持續開發中。
- 1982年
  - 發布便攜式電腦「HC-20」。由於HC-20的大受歡迎，HC-40和HC-88等機型也陸續被發布（為海外的HX系列名稱）。
  - 信州精器株式會社的商號更改為愛普生株式會社。
  - 11月 - 於台北市南京東路成立辦公室，時為香港商業信電子貿易有限公司台灣分公司，第一任支店長 田宮浩先生。
- 1983年
  - 5月 - 成立愛普生販賣株式會社Epson Sales Japan Corp.作為日本國內銷售公司。
  - 5月 - FA （Factory Automation）機器事業對外銷售的第一款機械手臂產品 : 水平多關節精密組裝機械手臂SCARA SSR-H （页面存档备份，存于）系列，其高速度與高精度的性能超越市面其他業者，也自此奠定精工愛普生在精密組裝自動化設備事業的根基。
- 1984年推出使用壓電元件（微壓電方法）擠出墨水的噴墨印表機「IP-130K」。然而，當時噴墨印表機價格昂貴且體積龐大，因此熱轉印彩色和雷射印表機為主要產品。
- 1985年
  - 在美國推出Equity系列IBM PC互換機。本次Equity系列的成功加深對互換機的製造技術和銷售策略的信心，從而著手PC-9800系列互換機的發展。
  - 1月 - 設立庄内電子工業（現東北愛普生）。
  - 11月 - 諏訪精工社與愛普生合併，商號更名為精工愛普生株式會社。
- 1986年
  - 附屬サンリツ工業股份有限公司透過業務轉讓被吸收。
  - 3月 - 香港商業信電子貿易有限公司台灣分公司，第二任支店長 平出俊二先生上任。
- 1987年開始銷售與NEC PC-9800兼容的Epson PC系列個人電腦。
- 1989年
  - 1月 – 發表世界第一台彩色液晶投影機VPJ-700 （页面存档备份，存于），從此以後，將過去由CRT螢幕主導的影音市場，加入液晶顯示器的應用。
  - 3月 – 隨著液晶顯示器及液晶投影機的商品發表，正式成立「映像機器事業部」，開發多媒體時代簡報工具應用的3LCD商用液晶投影機市場，引領業界並成為的最大供應商。
  - 4月－設立愛普生情報科學專門學校。
- 1990年
  - 1月 - 在荷蘭阿姆斯特丹成立Epson Europe BV。（歐洲地區總部）
  - 9月 - 與附屬公司塩尻工業（鐘錶製造）、島內精器（鐘錶製造）、松島工業（石英設備製造）合併。
- 1992年10月 - 在日本國內所有辦事處和附屬公司的生產過程中實現了CFCs的完全消除，並且獲得美國環境保護署頒發的「1992平流層臭氧層保護獎（企業獎）」。
- 1993年
  - 成立子公司Epson Direct Corporation，並開始經營PC業務。之後，建立了BTO（Build-To-Order）生產系統，允許採購商在訂購時選擇規格。
  - 推出「MACHJET」（MJ）系列彩色噴墨印表機。
  - 11月 - 香港商業信電子貿易有限公司台灣分公司，第三任支店長 吉村雅幸先生上任。
- 1994年
  - 4月 - 完成國內所有辦事處的ISO9000系列標準認證。
  - 6月 - 推出顯著提高彩色打印圖像質量的「MJ-700V2C」，成為銷量超過30萬台的暢銷機，開始追逐當時國內噴墨印表機市場佔有率第一的Canon（BobbleJet（BJ）系列）。
  - 7月 - 香港商業信電子貿易有限公司台灣分公司，第四任支店長 小林保雄先生上任。
- 1995年
  - 由於PC-9800系列在市場萎縮，故退出PC-9800系列的生產。但PC／AT互換機的供應仍持續。
  - 6月 - 香港商業信電子貿易有限公司台灣分公司改組，正式成立台灣愛普生科技股份有限公司，成為精工愛普生株式會社海外銷售子公司。小林保雄先生為台灣愛普生第一任總經理。
- 1996年發布了彩色噴墨相片印表機「PM-700C」（海外型號為Epson Stylus Photo （页面存档备份，存于）），將照片畫質更精進，獲得日本國內噴墨印表機市佔龍頭。之後，確立了「攝影印刷=愛普生」的地位。本產品並獲得隔年（1997年）「日経優秀製品・サービス賞日経産業新聞賞」等多項大獎肯定，也確定了日後Epson噴墨印表機在攝影印刷表現的品質追求路線。
- 1997年
  - 12月 - 台灣愛普生第二任支店長（總經理）關谷昌也先生上任。
- 1998年
  - 與岡谷精密合併。
  - 2 月 - 負責日本長野冬季奧運會的官方計時。
  - 4月 - 在中國北京成立愛普生（中國）有限公司。
- 1999年台灣愛普生與主要代理商合資成立捷修網公司（epService），初期以提供台灣用戶Epson產品專屬維修服務。
- 2000年7月 - 收購日本TI的鳩谷工廠，成立LCD驅動IC製造商「エプソン鳩ヶ谷」。
- 2001年
  - 將東方錶業設為子公司。
  - 5 月 - 在全球 68 個主要據點完成環境管理體系國際標準ISO14001的認證。
- 2002年6月 - 榮獲電氣與電子工程師協會（IEEE）頒發的創新公司獎，表彰為電子行業的發展做出貢獻的公司。
- 2003年
  - 3月 - 台灣愛普生喬遷至台北市信義區國泰金融中心大樓。
  - 4月 - 台灣愛普生第三任總經理，首位台籍總經理，李隆安先生上任。
  - 6月 - 股票在東京證券交易所第一部上市。
- 2004年
  - 首度獲得FTSE Russell評鑑入選FTSE4Good富時永續指數成分股公司。
  - 10月 - 將液晶顯示器業務與Sanyo Electric Co., Ltd.整合，成立Sanyo Epson Imaging Devices Corp.，並持有55%的股份使其成為合併子公司。
- 2005年10月 - 將石英晶體設備業務拆分，並與東洋通信設備股份有限公司合併。東洋通信設備股份有限公司更名為「Epson Toyocom Corp.」。精工愛普生成為有68.25％的股份指定子公司。
- 2006 年
  - 6月 - 收購IBM在生產邏輯半導體的野洲半導體（與IBM的合資企業）的股份，並將其設為全資子公司。
  - 11月 - 將軟件開發公司A.I.SoFT Co, Ltd 與Epson Sales Japan Corporation合併。
  - 12月 - 收購Sanyo Electric Co.,Ltd.在Sanyo Epson Imaging Devices Corp.的股份，並將其作為全資子公司，更名為Epson Imaging Devices Corp.。
- 2007年3月－將野洲半導體的半導體業務出售給歐姆龍，野洲半導體解散。
- 2009年
  - 3月 - 將東方錶業設為功能性子公司。秋田東方精密成為直屬子公司，更名為秋田愛普生株式會社。
  - 6月 - Epson Toyocom Corp.成為功能性子公司。
- 2010年
  - 4月 - 中小型液晶顯示器業務（不含高溫多晶矽）即將終止，故將Epson Imaging Devices Corp.的部分資產轉讓給Sony（提前轉讓銷售）。
  - 10月 - 率先印表機業界由品牌原廠推出搭載大容量墨槽系統的連續供墨印表機L100、L200 （页面存档备份，存于）。初期雖不被看好，卻成為改變印表機市場商業模式的關鍵。
  - 12月 - 借鏡日本信州節能巡邏隊經驗與專業知識，與中華民國企業永續發展協會合作成立台灣節能巡邏隊，協助台灣企業進行節能巡檢。
- 2011年
  - 4月 - 退出中小型液晶顯示器業務（不含高溫多晶矽）。
  - 11月 - 發表世界第一個單機雙眼穿透式智慧眼鏡MOVERIO BT-100 （页面存档备份，存于）。MOVERIO為MOVER（Move與Movie之意）與IO（Input / Output表示可在各種公共場合與個人影音視野結合的介面）。此後，Epson持續在AR智慧眼鏡領域鑽研，型號名稱BT據悉為技術開發者馬場先生Mr. Baba與津田先生Mr. Tsuda的姓氏拼音字首組成。
- 2012年
  - 4月 - 將Epson Toyocom Corp.（現宮崎愛普生）的晶體設備業務轉讓給本公司。
  - 11月 - 慶祝在台成立30周年，與台北愛樂合作，於台北市國父紀念館舉行「和你在一起」音樂劇。
- 2013年
  - 將光學業務轉讓給HOYA。
  - 捷修網英文品牌名稱由epService改為TekCare，持續提供產品維修服務。
- 2014年
  - 8月 - 推出採用可更換墨袋墨水系統噴墨技術（RIPS）的商用影印機 （页面存档备份，存于）（台灣市場命名為省彩印微噴影印機）
  - 8月 - 由諏訪精工舍（精工愛普生前身）研發製造出的精工手錶，獲得日本機械學會認定為2014年度機械遺產 （页面存档备份，存于）（Mechanical Engineering Heritage）
- 2016年
  - 2月－愛普生販賣 （Epson Sales Japan Corp.）與精工愛普生東京辦公室從新宿NS大樓搬遷至JR新宿Miraina大廈。愛普生還涉足智能眼鏡市場。自2016年以來，該公司擁有三種不同的型號。首先是愛普生Moverio BT-100，其次是愛普生Moverio BT-200。在2016年，該公司還發布了Moverio Pro BT-2000，這是帶有立體攝像頭的BT-200的企業級升級版本。[1]
  - 4月 - 台灣愛普生第四任總經理 呂理廸先生上任。
- 2017年
  - 2月 – 捷修網正式成為台灣愛普生100%持有的子公司
  - 4月 - 統合功能子公司東方錶業。與此同時，東方Orient成為精工愛普生旗下品牌。
  - 7月10日 - 宣布從同年8月1日起取代東芝（Toshiba）加入日經平均指數成分股。
- 2018年8月 - 台灣愛普生喬遷至台北市信義區臺北南山廣場大樓。
- 2019年 自2019年啟動開放式創新（Open Innovation）計畫，推動產業鏈創新發展。
- 2020年
  - 9月 - 於台灣展開「商業與工業用噴頭業務」及「智慧眼鏡光學引擎業務」。
- 2021年
  - 1月 - 與兼松（Kanematsu Corporation）完成IC Handler業務清算轉讓合約，並預計於4月完成相關手續。
  - 5月 - 與國家地理（National Geographic）合作，推出TURN DOWN THE HEAT影片，紀錄地球暖化造成地球極地永凍層融化所引發的環境衝擊。
  - 6月 - 連續供墨印表機全球累積銷售突破6000萬台。
  - 6月 - 第18年入選FTSE Russell旗下FTSE4Good富時永續指數成分股公司。
  - 9月 - 於Forbes JAPAN 11月刊 中，獲AI評選日本百間最永續企業第一名 （页面存档备份，存于）。
  - 11月 - 成為第一個在日本所有工廠都使用100%可再生能源的製造業公司 （页面存档备份，存于）。
  - 12月 - 連續第二年入選國際環境非營利組織CDP(碳揭露計畫) （页面存档备份，存于），並於「氣候變遷」及「水安全」兩項目上獲得最高評等A級 （页面存档备份，存于）。
- 2022年
  - 1月 -  愛普生成為LPGA(美國女子職業高爾夫協會) （页面存档备份，存于）巡迴賽官方合作夥伴 （页面存档备份，存于），為未來五年LPGA資格賽的獨家冠名贊助商。Epson Tour （页面存档备份，存于）承諾提供額外的賽季資金，為女性選手提供追求夢想的機會與舞台。
  - 4月 
    - 愛普生入選東京證券交易所的主要市場 （页面存档备份，存于），努力實現Epson 25 Renewed企業願景中的目標，提高企業價值。
    - 愛普生入選由全球指數提供商 FTSE Russell 創建的FTSE Blossom Japan Sector Relative Index ，並為全球最大的公共養老金管理機構之一日本政府養老金投資基金 (GPIF) 用作基於 ESG 的被動投資的基準 （页面存档备份，存于）。
    - Epson SD-10分光光度計、SL-D1030雙面列印專業噴墨相片印刷機榮獲2022年度德國紅點設計大獎最佳設計產品 （页面存档备份，存于）。Epson持續以創新優異設計，連續六年獲得德國紅點設計殊榮 （页面存档备份，存于）。

  - 5月
    - 愛普生以其Heat Free免加熱PrecisionCore精點微噴印表機及多功能事務機榮獲DataMaster Lab 2022年的Green Award （页面存档备份，存于）。
    - 愛普生的四款產品型號獲得了2022年指標獎項之一的iF設計獎 （页面存档备份，存于），分別為SD-10分光光度計、ML-64000數位紡織印刷機、EH-LS11000W & EH-LS12000B家用投影機、ELPWP10 & ELPWP20無線簡報系統。
    - 慶祝成立80周年，Epson在其位於日本長野縣諏訪市的總部設立Epson Museum Suwa （页面存档备份，存于），將前身大和工業的行政大樓進行翻修，作為紀念館重新開放，並同時建置80周年紀念網站 （页面存档备份，存于），讓員工與顧客可以瞭解公司創辦人的初衷、創業理念及發展歷程。

  - 6月 - 第19年入選FTSE Russell旗下FTSE4Good富時永續指數成分股公司 （页面存档备份，存于）。Epson將其視為努力解決環境和社會問題被認可的客觀證明，並且被視為一間可永續發展的公司。
  - 7月 - 首度入選 MSCI 日本 ESG Select Leaders 指數 （页面存档备份，存于） ，為主要ESG投資指數之一，也是日本政府年金投資基金(GPIF)選定的指數投資基金。
  - 8月 - 正式宣布邀請世界球后戴資穎擔任台灣市場品牌代言人 （页面存档备份，存于）。
  - 9月 - 位於印尼的製造子公司Indonesia Epson Industry，也是Epson全球印表機與影印機的主要工廠之一，將開始與當地生質能源業者合作使用再生能源作為發電來源 （页面存档备份，存于）。
  - 10月 - Epson的五款產品獲得了2022年Good Design Award （页面存档备份，存于），分別為AE-M3, AE-M10, AE-M3V微型射出機、TM-L100標籤機、TM-P20II & TM-P80II行動收據印表機、EH-LS800W & EH-LS800B 4K智慧雷射電視。
  - 11月 - Epson連續三年獲得EcoVadis (Supplier Sustainability rating全球供應鏈永續評鑑) 白金評級 （页面存档备份，存于），表其對愛普生在全球範圍內堅持環境、勞工和人權、道德和可持續採購最高標準的認可。
- 2023年
  - 1月
    - 愛普生的印表機工廠PT. Indonesia Epson Industry，再次在責任商業聯盟 (RBA) 的驗證評估計劃 (VAP) 中獲得白金地位 （页面存档备份，存于），以達到業界領先的企業社會責任水平。
    - 愛普生與日本著名設計師Yuima Nakazato及其同名品牌 YUIMA NAKAZATO 在 2023 年春夏巴黎高級時裝週上合作 （页面存档备份，存于）。其作品使用愛普生的數位紡織品印花來展現其乾纖維技術，與顏料墨水數字打印相結合為時尚行業提供更可持續的未來，也展現Yuima Nakazato獨特且富有創意的世界觀。

  - 2月 - 愛普生被Clarivate Plc 評為2023年全球創新企業100強 （页面存档备份，存于）。其每年評選出處於全球創新生態系統頂端並不斷展現出卓越創新績效的公司和組織，而今年為愛普生自 2012 年成立以來第 10 次入圍該榜單。
  - 3月 - 愛普生與WWF(世界自然基金會)建立了為期三年的國際合作夥伴關係 （页面存档备份，存于），藉由合作並參與 Forests Forward 計劃，改善森林管理和恢復自然。
  - 4月 - 台灣愛普生之子公司「捷修網股份有限公司」於13日正式更名為「愛普生捷修網股份有限公司」。
  - 5月 - 愛普生的SL-D500微型相片沖印機獲得了2023年度紅點設計大獎產品設計類最佳大獎 （页面存档备份，存于）；及其他九款產品也獲得了紅點設計獎，分別為TM-P20II, TM-P80II行動收據印表機、TM-L100微型標籤印表機、SC-T7700系列, SC-P8500系列影像繪圖機、LQ-690II系列, LQ-780系列點陣印表機、CO-FH02商務應用投影機、GX8工業用機械手臂、BT-45C, BT-45CS智慧眼鏡。
  - 6月 - 愛普生向聯合國難民事務高級專員辦事處 (UNHCR) 捐贈 50 萬美元 （页面存档备份，存于），向烏克蘭提供人道援助，被授予日本藍絲帶勳章。
  - 7月 - 第20年入選FTSE Russell旗下FTSE4Good富時永續指數成分股公司 （页面存档备份，存于），並同時入選FTSE Blossom Japan指數、產業相對指數及MSCI日本ESG 選擇領導者指數、賦權女性指數 (WIN) 和 S&P/JPX 碳效率指數，皆為日本股票組成的 ESG 投資者指數。
  - 8月 - 愛普生於杜拜成立Epson Middle East FZCO （页面存档备份，存于），並將於2024年4月開始營運。
  - 10月 - Epson的四款產品獲得了2023年Good Design Award （页面存档备份，存于），分別為SL-D550微型相片沖印機、TM-m30III行動收據印表機、SC-F2200系列影像繪圖機、DS-C420W系列, DS-C480系列文件掃描器。
  - 12月 - 愛普生的三款免加熱微噴影印機榮獲自然資源與能源委員獎項 （页面存档备份，存于），分別為LM-C6000、LM-C5000 與 LM-C4000(台灣型號為AM-C6000、AM-C5000、AM-C4000)，以其節能、省耗材、省空間產品特點於日本節能中心的能源效率和節能卓越大獎計劃中獲得肯定。
- 2024年
  - 1月
    - 愛普生集團全球所有自有據點均採用100%再生電力 （页面存档备份，存于），成為日本製造業中第一家100%使用再生能源的公司，也實現環境願景2050公開承諾的負碳排放目標。
    - 愛普生因其透明且公平的公司治理框架及經營管理，受日本企業董事協會組織評為2023年度公司治理計畫的獲獎公司 （页面存档备份，存于）。

  - 2月
    - 愛普生於1月與HKRITA完成簽定聯合開發協議 （页面存档备份，存于），將合作利用乾纖維技術開發新型纖維回收技術，以降低環境影響並為資源循環做出貢獻。
    - 愛普生第三次入選國際環境非營利組織CDP(碳揭露計畫) ，並再次於「氣候變遷」及「水安全」兩項目上獲得最高評等A級 （页面存档备份，存于）。愛普生是少數兩項目皆獲A級的公司，也代表著愛普生是永續發展的領導者。

  - 3月-愛普生於全球資訊服務公司Clarivate(科睿唯安)發布的2024全球創新100強名單中排名第5 （页面存档备份，存于），為愛普生自此獎項2012年創立以來第11次入圍。
  - 4月
    - 愛普生首次被MSCI全球ESG指數評為最高等級AAA級 （页面存档备份，存于），因其致力於達成國際公認的企業社會責任採購標準及2023年增強其治理組織和人力資本發展體系。
    - 愛普生向2024年4月3日台灣東海岸地震的受害者表達關懷之意 （页面存档备份，存于） ，並向日本紅十字會捐贈500萬日圓以援助受災戶，希望受影響地區盡快恢復。

  - 6月
    - 第21年入選FTSE Russell旗下FTSE4Good富時永續指數成分股公司 （页面存档备份，存于），並同時也被選入 FTSE Blossom Japan 指數、FTSE Blossom Japan指數、產業相對指數及MSCI日本ESG 選擇領導者指數、賦權女性指數 (WIN)、S&P/JPX 碳效率指數和房地產投資基金性別多元性傾斜指數，皆為日本股票組成的 ESG 投資者指數。
    - 愛普生支持TNFD(自然相關財務揭露工作小組)於2023年9月發布的公開揭露建議並按照框架進行 （页面存档备份，存于），透過最大限度地減少其活動對自然和生物多樣性的負面影響以及與當地生態系統的合作更加和諧，持續為永續發展做出貢獻。

  - 7月
    - 愛普生使用由廢棄舊影印紙製成的高性能緩衝材料在電子類別中榮獲 2024 年 WorldStar 全球包裝獎，為愛普生第二次獲得此獎項
    - 愛普生其「機械腕錶」（日本發明專利號 6891622）首次榮獲2024年度全國發明表彰大會日本專利代理人協會會長獎。

  - 9月-愛普生正式宣布完成收購Siris Capital Group, LLC的附屬公司Fiery, LLC，為印刷流程數位化領域的領導者，將與愛普生合作，加速全球數位印刷的發展。
  - 10月-愛普生第四年獲得EcoVadis (Supplier Sustainability rating全球供應鏈永續評鑑)白金評級。

### 開放式創新（Open Innovation）

#### 商業與工業用噴頭業務
- Epson於2020年9月宣布在台灣展開產業用噴頭業務，希望透過高精密噴頭的開放銷售，協力在地夥伴開發更多的印刷應用，促進台灣在地印刷產業更廣泛的發展。工業用噴墨噴頭擁有高品質輸出、高穩定性能、易於維護等優點，可廣泛應用於各種數位印刷，如廣告繪圖輸出、紡織印刷、標籤與包裝印刷、特殊材質印刷等，滿足各種產業需求。 [2]
- 三大技術特色：[3]

1. 生產技術：通過MEMS(微機電系統)技術製造的噴頭，為使用者帶來更高精度和更高品質的產品。
2. 硬體技術：晶片的小型化/模組化設計，更加符合數位印刷噴墨領域使用者的需求，使產品更加豐富多樣化。
3. 軟體技術：Epson獨特的噴頭波形控制技術，為用戶帶來更快的印刷速度和更高的印刷品質。

- PrecisionCore 精點微噴技術以薄膜壓電（TFP）技術為基礎，Epson 的 MicroTFP PrecisionCore 精點微噴列印晶片與傳統的壓電印字頭相比，性能大幅提昇，包括更快的列印速度及更準確的墨點定位。薄膜壓電致動器為噴墨的泵浦，厚度僅 1 微米，且每噴嘴能以高達每秒 50,000 次的速率精準控制墨滴形狀及體積。出色的速度和無與倫比的影像品質完美呈現微小細節。[4]

#### 光學引擎業務[5]
- Epson自2011年投入AR智慧眼鏡領域，累積豐富的自有品牌銷售經驗，並擁有市場上最成熟的AR智慧眼鏡光學引擎技術，獨家Si-OLED微投影技術搭配先進光學設計與組裝技術，不僅能為商品達到小型化、輕量化的優勢，更能提供高品質的雙眼穿透式影像。Epson於2020年9月宣布在台灣展開AR智慧眼鏡光學引擎業務，與台灣智慧眼鏡產業協會合作，並與台灣AR領域知名軟、硬體及ODM等夥伴，建構領先全球的AR產業生態系。
- 台灣軟、硬體AR解決方案合作夥伴：

1. 佐臻股份有限公司：佐臻的慧眼系列（J-Reality）智慧眼鏡解決方案，在設計上採用 Epson AR智慧眼鏡光學引擎，不僅較前代產品大幅強化視覺效果，還能幫助提升AR應用方案的使用體驗與市場競爭力，是Epson在台灣市場的第一個成功案例。
2. 見臻科技股份有限公司：結合眼球追蹤技術，透過眼球來追蹤眼鏡，進而和虛擬或實體物件進行互動，可有效應用在工業情境中。
3. 鈺立微電子股份有限公司：以深度感知技術與後端資料處理技術，結合成一3D立體深度視覺解決方案，在低功耗下實現高解析度與高幀率即時深度影像處理，可提供AR擴增實境及3D場景重建。
4. 財團法人資訊工業策進會：運用6-DoF定位追蹤及混合實境技術開發「III Workforce遠端指導與互動解決方案」，透過雙眼智慧眼鏡顯示維修動作指示，協助檢修、組裝等任務更具效率。
5. 米菲多媒體股份有限公司 （页面存档备份，存于）：專注於影像辨識技術、AI深度學習及學習歷程分析，提供「MAKAR」[6]AR／VR／MR 開發引擎，任何年齡層皆可自由創作XR數位內容，MAKAR同時支援AR智慧眼鏡等多樣性載具，讓創作內容隨處可見，共創XR教學新方法。

### 主要技術優勢

#### 微針點壓電式噴墨技術[7]
此技術在噴墨過程中無須使用熱能，而是透過電壓控制壓電元件，藉由元件收縮前後移動從印字頭噴出墨水。微針點壓電式噴墨技術四大優勢：

一、全程高速列印，節省時間

相較於雷射印表機需要預熱加熱器才能列印，微針點壓電式噴墨技術從待機到運作不需暖機即能立即啟動列印，減少等待時間，即使高印量亦可穩定高速列印。

二、降低耗電量，節能更省錢

無需使用熱能暖機，不僅省電更減少能源消耗，同時因為不需加熱，也降低列印時間與耗電量。

三、減少零件更換，降低對環境衝擊

多數雷射印表機需要定期更換感光鼓、轉印皮帶及加熱器。而使用微針點壓電式噴墨技術，可減少印表機所需更換零件，降低對環境的負擔。

四、減少停機時間，增加生產力

Epson噴墨印表機機構設計有助於減少故障零件數量，降低人為介入次數，同時因為不需加熱，不會造成印字頭損壞，可延長使用壽命。

綜合以上微針點壓電式噴墨技術優勢，Epson主張其技術優勢在「Heat-Free」（免加熱），相較其他技術，可大量減少耗電並減少耗材廢棄物產生。

#### 3LCD投影技術[9]
Epson 3LCD 投影技術採用三片獨立的液晶面板，可同時處理每個原色 （R紅色、G綠色及B藍色），在光機中合成完整的彩色影像再投射出來，因此即使是快速動態影片也能流暢呈現。相較於單片式DLP，採用白色光源透過色輪轉動造成人眼視覺暫留的成像方式，易造成彩虹現象（Rainbow Effect），且在彩色亮度表現上大打折扣，3LCD投影技術在色域呈現範圍與彩色亮度是單片DLP投影機的最高達3倍，較能還原影像真實色彩，不會出現彩虹效應等失真情形。

### 環境願景[10]
Epson於2008年制定了環境願景2050，並於2018年根據外部環境與執行現況重新調整。後，而最新的變動則是屬於2021年3月發布Epson 25 Renewed企業長期願景更新版的一部份，並於2021年4月正式加入RE100倡議。Epson 25 Renewed 中提到，計畫在2050年以前，實現負碳排放與排除使用稀有地下資源（如石油、金屬）。在此之前，Epson也計畫於2023年達成全部自有據點採用100%再生能源，並如期在2023年12月順利達成，成為日本製造業中第一家100%使用再生能源的公司，這將使全球的Epson每年在電力產生上能夠減少約 400,000 噸二氧化碳排放。 此外，Epson也將更廣泛的採用再生能源、生產更多自己的電力，以支援開發新的電力來源，進一步推進資源循環，實現碳負值的目標。

### Epson 25 Renewed[12]
- Epson針對長期企業發展，提出「環境改善、數位轉型、產業共創」三大面向，旨在以專業科技解決方案，將人、物、資訊串聯在一起，連接分散社會，並實現社會永續發展目標。
- 五大創新領域：

1. 辦公／家用列印創新：Heat-Free免加熱噴墨技術，大幅降低能源耗損，減少對環境造成的損害，更能維持綠色健康的家庭、校園與辦公環境；Epson乾式再生製紙機（PaperLab），能將廢紙回收再利用，建立環境友善的資源回收生態系統。
2. 商業／產業印刷創新：時裝產業影響環境甚大，Epson數位印花解決方案可省去傳統製版與調漿的流程，不僅大幅降低碳排放，更能減少水資源浪費及水汙染，達到省時、省成本、省資源的目標。
3. 製造創新：Epson透過高速度、高精度與低震動的核心優勢，讓機械手臂與簡易上手的圖像化協作介面整合於IoT概念的機械手臂管理系統，降低產業自動化門檻，提升工作效率並解決勞力短缺的社會問題。
4. 視覺創新：以投影科技協助適應後疫情時代下遠距的教育與商業模式，透過視覺將人、物、資訊和服務串聯在一起。
5. 質感生活創新：Epson擁有搭載成熟光學引擎技術的AR眼鏡，除B2B商務應用之外，更在台灣與電信業者合作，讓智慧眼鏡進入B2C影音娛樂應用，提升科技世代人們的高品質生活體驗。

## 產品及服務

### 印表機
- 原廠連續供墨印表機
- 噴墨印表機
- 省彩印微噴影印機／複合機
- 雷射印表機
- 點陣印表機
- 存摺印錄機
- 連續報表印表機
- 微型印表機
- 光碟燒錄印刷機
- 大尺寸印表機
  - 影像繪圖機
  - 廣告大圖輸出機
  - 紡織數位印花機
  - 數位標籤印刷機

### 掃描器
- 相片掃描器
- 文件掃描器
- 可攜式掃描器

### 標籤機
- 家用標籤機
- 商用標籤機

### 智慧穿戴裝置
- Smart Canvas
- Orient
- 智慧型眼鏡

### 投影機
- 迷你雷射投影機
- 雷射電視
- 一般家庭劇院
- 專業家庭劇院
- 高階工程投影機
- 雷射投影機
- 互動／教育投影機
- 商務應用投影機
- LightScene雷射投影燈

### 工業用機械手臂
- 四軸
- 六軸
- 力覺感測器
- 視覺感測器

### 電子零組件
- 石英元件
- 半導體元件
- 感測元件
- GNSS感測元件

## 外部連結
- （英文）愛普生 （页面存档备份，存于）
- （日語）愛普生日本 （页面存档备份，存于）
- （繁體中文）台灣愛普生 （页面存档备份，存于）
- （繁體中文）香港愛普生 （页面存档备份，存于）
- （简体中文）中國愛普生 （页面存档备份，存于）
- （英文）愛普生大事記 （页面存档备份，存于）
- （英文）愛普生石英震盪器 （页面存档备份，存于）
- （日語）日本富比士 （页面存档备份，存于）[13]